# Церковь Рождества Иоанна Крестителя (Гладышув)
Церковь Рождества Иоанна Крестителя (пол. Cerkiew Narodzenia św. Jana Chrzciciela) — православный храм в селе Гладышув, гмина Усце-Горлицке, Горлицкий повят, Малопольское воеводство. Приход входит в Перемышльскую и Горлицкую епархию Польской православной церкви. Церковь находится на туристическом маршруте «Путь деревянной архитектуры». 

## История
Церковь была построена в 1857 году для грекокатолической общины. В 1914 году состоялся ремонт храма, во время которого была расширена площадь церкви.
Церковь принадлежала грекокатоликам до 1947 года. В этот год жителей села во время операции «Висла» переселили в западную часть Польши и церковь стали использовать в качестве сарая. В 1967 году храм был передан православной общине.
В 1978—1982 годах в храме провели капитальный ремонт.

## Описание
Деревянный рубленный храм имеет однонефный интерьер. В церкви отсутствует пресвитерий. Стены и потолок украшены полихромией. Иконостас датируется началом XX века. Рядом с церковью располагается колокольня с шатровой крышей.

## Источник
- G. i Z. Malinowscy, E. i P. Marciniszyn, Ikony i cerkwie. Tajemnice łemkowskich świątyń, Carta Blanca, Warszawa 2009, ISBN 978-83-61444-15-2